# 22802 Sigiriya
22802 Sigiriya este un asteroid din centura principală de asteroizi.

## Descriere
22802 Sigiriya este un asteroid din centura principală de asteroizi. A fost descoperit pe 13 august 1999 la Stația Anderson Mesa în cadrul programului LONEOS. Asteroidul prezintă o orbită caracterizată de o semiaxă mare de 2,28 ua, o excentricitate de 0,19 și o înclinație de 6,6° în raport cu ecliptica.